# 리스본현
리스본현(포르투갈어: Distrito de Lisboa 디스트리투 드 리즈보아[*])은 포르투갈 중남부에 있는 현으로, 포르투갈의 수도인 리스본을 현도로 삼고 있다.

## 자치단체
리스본현은 총 16개 자치단체로 구성되어 있다.
- 로리냥(Lourinhã)
- 로르스(Loures)
- 리스본(Lisboa)
- 마프라(Mafra)
- 빌라프랑카드시라(Vila Franca de Xira)
- 소브랄드몬트아그라수(Sobral de Monte Agraço)
- 신트라(Sintra)
- 아후다두스비뉴스(Arruda dos Vinhos)
- 아마도라(Amadora)
- 아잠부자(Azambuja)
- 알렝케르(Alenquer)
- 오디벨라스(Odivelas)
- 오에이라스(Oeiras)
- 카다발(Cadaval)
- 카스카이스(Cascais)
- 토흐스베드라스(Torres Vedras)